# Sieghardt Rupp
Pour les articles homonymes, voir Rupp.
Sieghardt Rupp est un acteur autrichien, né le 14 juin 1931 à Bregenz (Autriche) et mort le 20 juillet 2015.

## Filmographie
- 1962 : L'Ivresse de la forêt (Waldrausch)
- 1962 : Christelle et l'Empereur (Die Försterchristel) : Franz Földessy/Koltai
- 1963 : Le Train de Berlin est arrêté (Verspätung in Marienborn) de Rolf Hädrich (de)
- 1964 : Pour une poignée de dollars : Esteban Rojos
- 1965 : Au royaume des lions d'argent (Im Reiche des silbernen Löwen) : Abu Seif
- 1966 : La Grande Vadrouille de Gérard Oury
- 1966 : Les Colts de la violence (1000 dollari sul nero) d'Alberto Cardone
- 1967 : Indomptable Angélique
- 1968 : Angélique et le sultan
- 1968 : Le tueur aime les bonbons (Un killer per sua maestà) de Federico Chentrens et Maurice Cloche
- 1969 : Heintje – Ein Herz geht auf Reisen
- 1969 : Les Sept Bérets rouges (Sette baschi rossi) de Mario Siciliano : sergent Vlatsky
- 1971 - 1973 : 10 épisodes de Tatort, dont Un pigeon mort dans Beethovenstrasse (Tote Taube in der Beethovenstraße) de Samuel Fuller
- 1979 : La Percée d'Avranches (Steiner - Das eiserne Kreuz, 2. Teil), d'Andrew V. McLaglen
- 1985 : Inspecteur Derrick (La Trompette, saison 12, épisode 2) : Andreas Klinger